# RiceRiot
RiceRiot（ライスライオット）は、日本の4人組音楽ユニット。

## 概要
2004年
前身となる企画バンドのメンバーとしてヤノケン・だいちゃん・クマが集結し、東京都を中心にライブ活動を始める。企画バンドの解散後、正式にRiceRiotとして活動を開始。
2006年
新星堂主催のオーディション『CHANCE! '06』に出場。全国決勝大会へ進出し、ベストドラマー賞を受賞。
2007年
新星堂主催のオーディション『CHANCE! '07』に出場。全国決勝大会へ進出し、特別賞、ベストギタリスト賞、ベストキーボディスト賞
2008年
10月1日、アスタエンタテインメント（販売元：ユニバーサルミュージック）よりアルバム『米騒動』でデビュー。
以降、年二回のワンマンライブ、年三回の全国ツアーを精力的に行い、全国各地で『米騒動』を巻き起こしている。
声優アイドルやロックヴォーカリストへの楽曲提供や、イベントテーマソングを提供するなど、活動の幅を広げている。
2012年
前メンバークマの脱退に伴い、３２ｇと正光が加入。

## メンバー
いずれも本名、生年は非公表。
- ヤノケン（やのけん　2月9日生）
  - ボーカル・ギター・作詞・作曲担当。広島県出身。血液型A型。
  - クレヨン画家としての活動もしており、過去に小椋佳が企画および原案を務めたアルゴミュージカル卒業生公演『再来-サイクル-』のフライヤーデザインを担当した。
- ３２ｇ（みつじ　4月25日生）
  - ボーカル・ギター・作曲・担当。兵庫県出身。血液型B型。
- 正光（まさみつ　8月29日生）
  - ベース担当。福岡県出身。血液型B型。
- だいちゃん（だいちゃん　8月27日生）
  - ドラム担当。東京都出身。血液型O型。

## ディスコグラフィー

### アルバム
1. 米騒動（2008年10月1日発売）
  - 「すいません、そこ通ります」：映画『お姉ちゃん、弟といく』挿入歌、広島FM『大窪シゲキの9ジラジ』2008年10月度エンディングテーマ

### ミニアルバム
1. ライスの大冒険（2010年3月3日発売）
2. ライスの大サーカス（2011年7月6日発売）

### ライブ会場・ネット限定発売
1. ライスの2012カレンダー【甘口】（2011年12月20日発売）
2. ライスの2012カレンダー【辛口】（2012年6月発売）
3. 加速せよ、細胞／音色ノート（2012年11月22日発売）

## 出演

### ラジオ
- 広島FM
  - 「大窪シゲキの9ジラジ」（2008年10月エンディング曲・・・「すいません、そこ通ります」）
    - レギュラーコーナー「RiceRiotの結果Oh!Rice」（2008.10〜2009.3）
    - ネットラジオ「10ジラジ（仮）」現在木曜日レギュラーゲスト

  - 「Vibe ON! MUSIC」ゲスト出演
  - 「庄司悟のリクエスト魂」ゲスト出演
- BayFM「ON8」「NEO STREAM NIGHT」ゲスト出演
- FM岡山「TWILIGHT PAVEMENT」ゲスト出演
- 岡山Radio MOMO「オカヤマスウィートストリート」「EVENING CUBE」ゲスト出演
- FMちゅーピー「くらはしけんじのブチ抜き！小僧ROCK」「WEST WAVE」ゲスト出演
- FM大阪「MUSIC COASTER」ゲスト出演
- FM福岡「Hyper Night Program GOW!!」ゲスト出演
- FM長崎「G.Radio℃」ゲスト出演
- FM山陰「FM探偵局　俺達に週末は来るのか!! 」ゲスト出演
- 佐世保はっぴぃ！FM 87.3MHz「はっぴぃTRAIN」ゲスト出演

### テレビ
- テレビ岩手「週末はファンキーSOUL」ゲスト出演
- 岩手めんこいテレビ「BEATNIKS」ゲスト出演
- 東海テレビ「タカアンドトシの音楽魂か！」ゲスト出演
- BS日テレ「MIT-Revolutions」ゲスト出演
- シティーケーブル周南　CCSこみちゃん12、121ch「SOUND VIEW ばんなび」

### 受賞等
- 新星堂オーディション「CHANCE！」＠CLUBCITTA'

　2006年、2007年、2年連続全国決勝大会出場
　特別賞、ベストギタリスト賞、ベストキーボディスト賞、ベストドラマー賞受賞
- myspace着うたフル　2009年7月度ランキング4位、PowerPushアーティスト選出
- 音楽サイトYoroZooにて、ピックアップアーティストに選出＆週間試聴回数第一位
- WIF2007　全国ネット投票ランキング第一位！！　FINAL大会（ZEPP名古屋）出場
- NHK-FM【インディーズファイル2007】にて、「本日のNo.1」ソングに選出
- 東京MXテレビ【ガリンペイロ】にランクイン、ライブ＆PR映像が放映

### イベント出演等
- 広島：『フラワーフェスティバル』　ライブ出演
- 広島：ベスト電器 B・B 広島店オープニングイベント（広島FM）
- 山陽女子短期大学学園祭、九州大学学園祭、島根大学学園祭　ゲスト出演
- 『SEA SIDE FESTA くれ』ゲスト出演（広島FM　生放送）
- 広島FM【SUNMALL LIVE ON RADIO】公開ライブ＆収録

◎HMV 即売＆サイン会(2008.11 店舗売上ランキング10 位以内にランクイン）
- 映画【お姉ちゃん、弟といく】 挿入歌「すいません、そこ通ります」

第2回CO2企画制作部門作品・主演女優賞受賞、　DoCoMo女優賞受賞作品　主演/江口のりこ
他、各種イベント／学園祭／ラジオ／TV／雑誌等

### 曲提供 等
- 井上直美「LOVE♥コンボ」
- 森野王子「スターマイン」（RiceRiot「スターマイン〜花火の詩〜」リアレンジ提供）
- 森野王子「愛人二十面相（仮）」
- アルゴミュージカル卒業生公演『再来-サイクル-』のフライヤーデザイン（ヤノケン　クレヨン画）